# جورجي بياكوف
جورجي بياكوف (بالروسية: Баймаков, Георгий)‏ (مواليد يونيو 1894) هو سبّاح روسي، مثّل بلاده في الألعاب الأولمبية الصيفية 1912.

## روابط خارجية
جورجي بياكوف على موقع أوليمبيديا (الإنجليزية)